# بول بوكانان
بول بوكانان (بالإنجليزية: Paul Buchanan)‏ مواليد 23 أكتوبر 1981 في نيوكاسل أبون تاين، هو ملاكم محترف بريطاني يصنف ضمن فئة الوزن المتوسط.

## إحصائيات
خاض خلال مسيرته 9 نزالات، فاز في 8 وتعادل في 1 وخسر في 3. فاز بالضربة القاضية في نزالٍ واحد.